# Бахметьев, Иван Андреянович
Ива́н Андрея́нович Бахме́тьев (5 [18] октября 1915 года — 16 мая 2004 года) — советский военачальник, участник боёв у озера Хасан и Великой Отечественной войны. В 1943 году — заместитель командира 120-го стрелкового полка 69-й стрелковой дивизии 65-й армии Центрального фронта, полковник. Герой Советского Союза (30.10.1943), генерал-лейтенант (1967).

## Биография
Родился 5 (18) октября 1915 года в селе Никольское-на-Еманче (ныне Хохольского района Воронежской области) в крестьянской семье. Русский. Окончил среднюю школу. Работал на городском хлебокомбинате в городе Воронеже заведующим пекарней.
В Красной армии с октября 1935 года. В 1938 году окончил Рязанское пехотное училище. После его окончания был направлен на Дальний Восток командиром взвода 3-го стрелкового полка 40-й стрелковой дивизии в 1-й Отдельной Краснознамённой армии. Участник боёв на озере Хасан в июле-августе 1938 года, одним из первых ворвался на занятую японцами сопку Заозёрная, гранатами уничтожил пулемётную точку, был легко ранен. За отличия в этих боях всего месяц назад ставший лейтенантом Иван Бахметьев награждён своей первой наградой — орденом Красной Звезды.
С февраля 1940 года командовал взводом курсантов Владивостокского пехотного училища, с апреля 1941 года — заместитель командира рота 94-го стрелкового полка 21-й стрелковой дивизии 1-й Краснознамённой армии Дальневосточного фронта. Перед самой войной, в июне 1941 года, направлен на учёбу в Военную академию РККА имени М. В. Фрунзе. Окончил ускоренный курс академии в январе 1942 года. После окончания академии направлен в Среднеазиатский военный округ начальником полковой школы 1492-го стрелкового полка 461-й стрелковой дивизии, в феврале переведён заместителем командира стрелкового батальона 237-го стрелкового полка 69-й стрелковой дивизии (завершала формирование в Ташкенте и Чирчике).
В боях Великой Отечественной войны с апреля 1942 года, когда дивизия прибыла в состав 50-й армии Западного фронта и заняла порученный ей рубеж обороны в районе станции Барятино Смоленской области. На фронте в июле 1942 года стал начальником штаба 120-го стрелкового полка этой дивизии, с декабре 1942 года — командиром батальона в этом полку. Участник Курской битвы. Член ВКП(б) с 1943 года.
120-й стрелковый полк (69-я стрелковая дивизия, 18-й стрелковый корпус, 65-я армия, Центральный фронт) под командованием полковника И. А. Бахметьева особенно геройски действовал в ходе  битвы за Днепр. Имея приказ на форсирование Днепра и на подготовку к его выполнению всего трое суток, Бахметьев организовал изготовление подручных переправочных средств в достаточном количестве, наладил взаимодействие передовых отрядов с артиллерией и сапёрами, и даже провёл накануне боя полковое учение по форсированию в старом русле Днепра. В ночь на 15 октября 1943 года полк форсировал Днепр у посёлка городского типа Радуль Репкинского района Черниговской области, сам командир полка переправлялся с передовым отрядом. Полк в ночном бою захватил плацдарм, спешно укрепился в брошенных бегущими немцами траншеях и в жестоком бою удержал захваченный рубеж, отразив пять вражеских контратак. При этом было уничтожено до 300 немецких солдат, захвачены трофеи (20 пулемётов).
Указом Президиума Верховного Совета СССР от 30 октября 1943 года за успешное командование полком, образцовое выполнение боевых заданий командования и проявленные при этом геройство и мужество полковнику Бахметьеву Ивану Андреяновичу присвоено звание Героя Советского Союза с вручением ордена Ленина и медали «Золотая Звезда» (№ 1250).
В бою 6 ноября 1943 года полковник Бахметьев был ранен. После выхода из госпиталя в январе 1944 года был направлен не на фронт, а на Дальний Восток командиром 991-го стрелкового полка 258-й стрелковой дивизии в 25-й армии Дальневосточного фронта. Во главе полка участвовал в советско-японской войне.
После Победы продолжил службу в Советской Армии. С декабря 1946 года командовал 231-м стрелковым полком 40-й стрелковой дивизии 25-й армии Приморского военного округа, с апреля 1950 года — 178-м стрелковым полком в той же дивизии, а с декабря 1950 года был начальником штаба этой же дивизии. В 1947 году заочно окончил Военную академию имени М. В. Фрунзе. С октября 1952 по ноябрь 1956 года командовал 17-й гвардейской стрелковой дивизией в 39-й армии Приморского военного округа.
В 1958 году окончил Военную академию Генерального штаба. С января 1959 года служил заместителем командующего войсками Воронежского военного округа по тылу. С декабря 1960 по август 1964 года служил заместителем командующего по боевой подготовке — начальником отдела боевой подготовки и членом Военного совета 18-й гвардейской армии.
С августа 1964 по декабрь 1966 года — первый заместитель командующего, а с 5 мая 1967 (исполнял обязанности командующего с 16 декабря 1966) по 12 мая 1970 — командующий 6-й общевойсковой Краснознамённой армией Ленинградского военного округа (штаб в Петрозаводске). С мая 1970 — помощник командующего войсками округа по военно-учебным заведениям — начальник отдела вузов штаба Ленинградского военного округа, с апреля 1973 — помощник командующего войсками Ленинградского военного округа по военно-учебным заведениям и вневойсковой подготовке — начальник отдела вузов и вневойсковой подготовки штаба Ленинградского военного округа,
С мая 1974 года генерал-лейтенант Бахметьев И. А. — в отставке. Жил в Ленинграде (с 1991 года Санкт-Петербург) и до ухода на заслуженный отдых трудился старшим преподавателем и заведующим кафедрой гражданской обороны Ленинградского финансово-экономического института. Скончался 16 мая 2004 года. Похоронен в Санкт-Петербурге на Никольском кладбище Александро-Невской лавры.

## Воинские звания

Могила И. А. Бахметьева на Никольском кладбище Александро-Невской лавры в Санкт-Петербурге.

- лейтенант (5.06.1938);
- старший лейтенант (27.06.1941);
- капитан (9.08.1942);
- майор (24.12.1942);
- подполковник (30.04.1943);
- полковник (21.09.1943);
- генерал-майор (30.05.1954);
- генерал-лейтенант (23.02.1967).

## Награды
- Медаль «Золотая Звезда» Героя Советского Союза (30.10.1943, № 1250)
- Два ордена Ленина (30.10.1943, 31.10.1967)
- Орден Красного Знамени (30.12.1956)
- Орден Суворова III степени (16.02.1944)[9]
- Орден Александра Невского (19.03.1943)[10]
- Орден Отечественной войны I степени (06.04.1985)[11]
- Два ордена Красной Звезды (25.10.1938, 15.11.1950[12])
- Медали, в том числе:
  - Медаль «За боевые заслуги» (6.11.1945)[13]
  - Медаль «За победу над Германией в Великой Отечественной войне 1941—1945 гг.»
  - Юбилейная медаль «Двадцать лет Победы в Великой Отечественной войне 1941—1945 гг.»
  - Юбилейная медаль «Тридцать лет Победы в Великой Отечественной войне 1941—1945 гг.»
  - Юбилейная медаль «Сорок лет Победы в Великой Отечественной войне 1941—1945 гг.»
- Орден Государственного флага ?-й степени (КНДР)
- Медаль «За освобождение Кореи» (КНДР)
- Две медали «Китайско-советская дружба» (КНР)

## Память
- Именем Героя названы улицы в Воронеже и в родном селе. И в городе Магнитогорске.